# Osteospermum
Osteospermum és un gènere que pertany a la tribu Calenduleae de la família Asteraceae. Anteriorment, les espècies d'Osteospermum s'incloïen en el gènere Dimorphoteca, però després es va circumscriure a aquest últim de manera que solament inclogués plantes anuals. D'aquesta manera, totes les espècies perennes es van agrupar en Osteospermum. Osteospermum també està molt relacionat amb el petit gènere Chrysanthemoides, tals com C. incana i C. monilifera.

## Descripció
N'hi ha unes 50 espècies nadiues d'Àfrica, 35 espècies a Àfrica del Sud, i al sud-oest Aràbia. Hi ha plantes perennifòlies o arbusts. Si bé no sobreviuen a l'aire lliure en els hiverns europeus, no obstant això presenten una àmplia gamma de resistència al fred.
Les seves fulles són verdes, alternes (rarament oposades), però tenen una gran varietat de formes. La forma de la fulla és lanceolada. El marge de la fulla és sencer, però en els tipus més resistents són dentades.
Les flors tenen forma semblant a les margarides, i consisteix en un disc de floretes (algunes ratllades), i es desenvolupen solitàriament al final d'una branca o de vegades en inflorescències cimocorimboses terminals. El disc de floretes és pseudobisexual i presenta diversos colors, tals com el blau, groc i porpra. Els tipus més resistents normalment mostren un centre de color blau fosc al disc fins que el pol·len groc s'aboca. Les floretes ratllades són femelles, presenten diversos colors, tals com blanc, crema, rosa, porpra, malva o groc, Algunes varietats de cultivars tenen pètals "clapejats" tal com "Pink Whirls". Moltes espècies presenten una segona floració a la fi de l'estiu, estimulada per les temperatures nocturnes més baixes. Les espècies més resistents mostren una floració profusa en la primavera, però no presenten una segona floració.
Les varietats de cultiu més àmpliament venudes es desenvolupen com a plantes anuals i primordialment són híbrids d'O. jucundum, O. ecklonis i O. grandiflorum i poden suportar temperatures fins de -2 °C (~30°F). Si aguanten, es poden desenvolupar com a plantes perennes o com a arbusts.

## Cultiu
Les plantes prefereixen una situació càlida i assolellada, amb un sòl ric, si bé també toleren sòls pobres, sal i condicions de sequedat. Les varietats de cultiu modernes floreixen contínuament, sempre que es fertilitzin i reguin sovint.
Si estan plantades en un test, cal evitar la sequedat de la terra, doncs la planta podria passar a la manera latent com a adaptació a un període de sequera, avortant els botons florals i no tornant a florir fàcilment. Encara més, les arrels són susceptibles de descompondre's fàcilment en ser regades profusament després d'un període de sequera.

## Taxonomia
El gènere va ser descrit per Carl von Linné i publicat en Species Plantarum 2: 923. 1753. L'espècie tipus n'és: Osteospermum spinosum L.
Etimologia
Osteospermum: nom genèric que deriva del grec osteon = 'os', i del llatí spermum = 'llavor'.
- Osteospermum acanthospermum
- Osteospermum amplectens
- Osteospermum attenuatum
- Osteospermum australe
- Osteospermum barberae
- Osteospermum burttianum

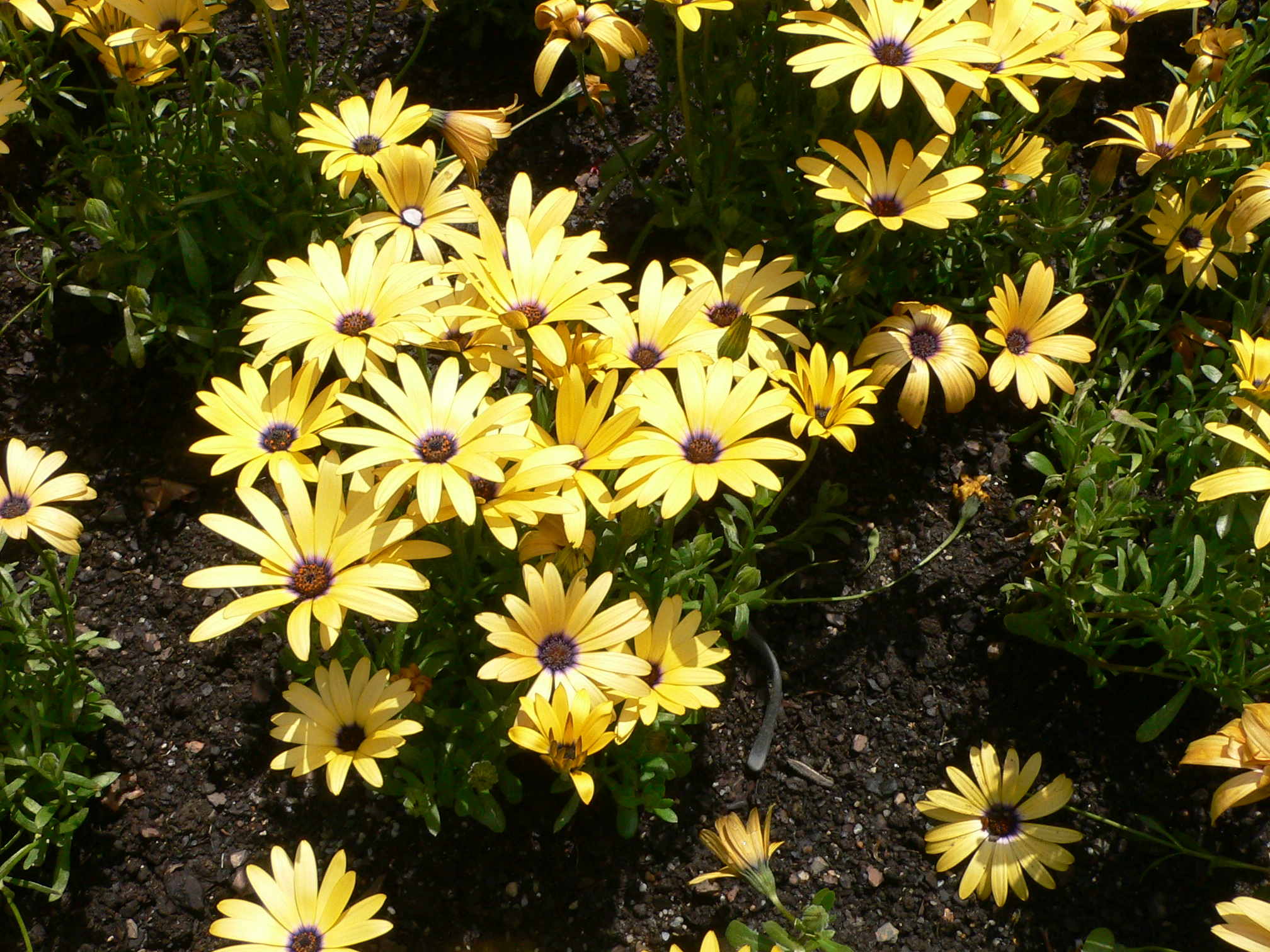
Osteospermum dimorphotheca: "Lemon Symphony", una varietat de cultiu anual

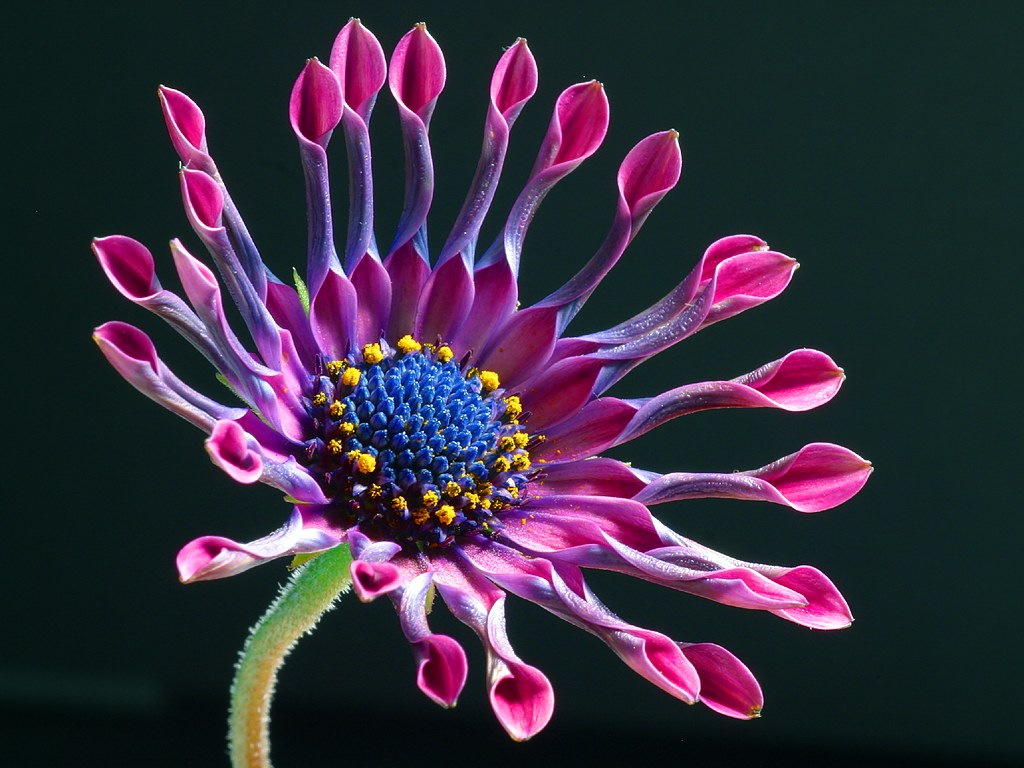
Osteospermum "Pink Whirls"

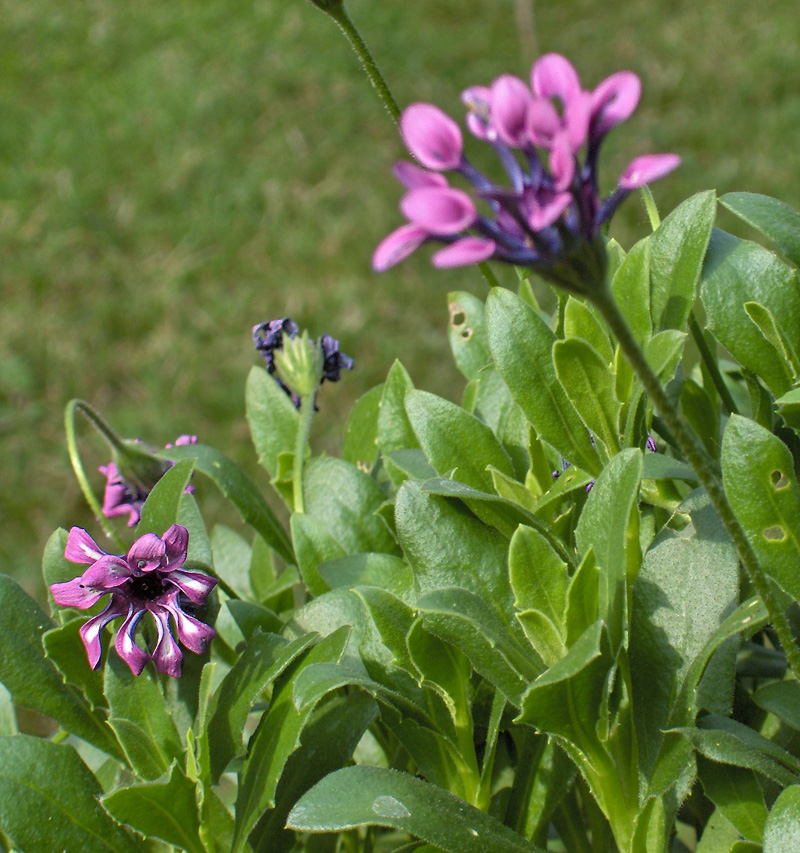
"Pink Whirls"

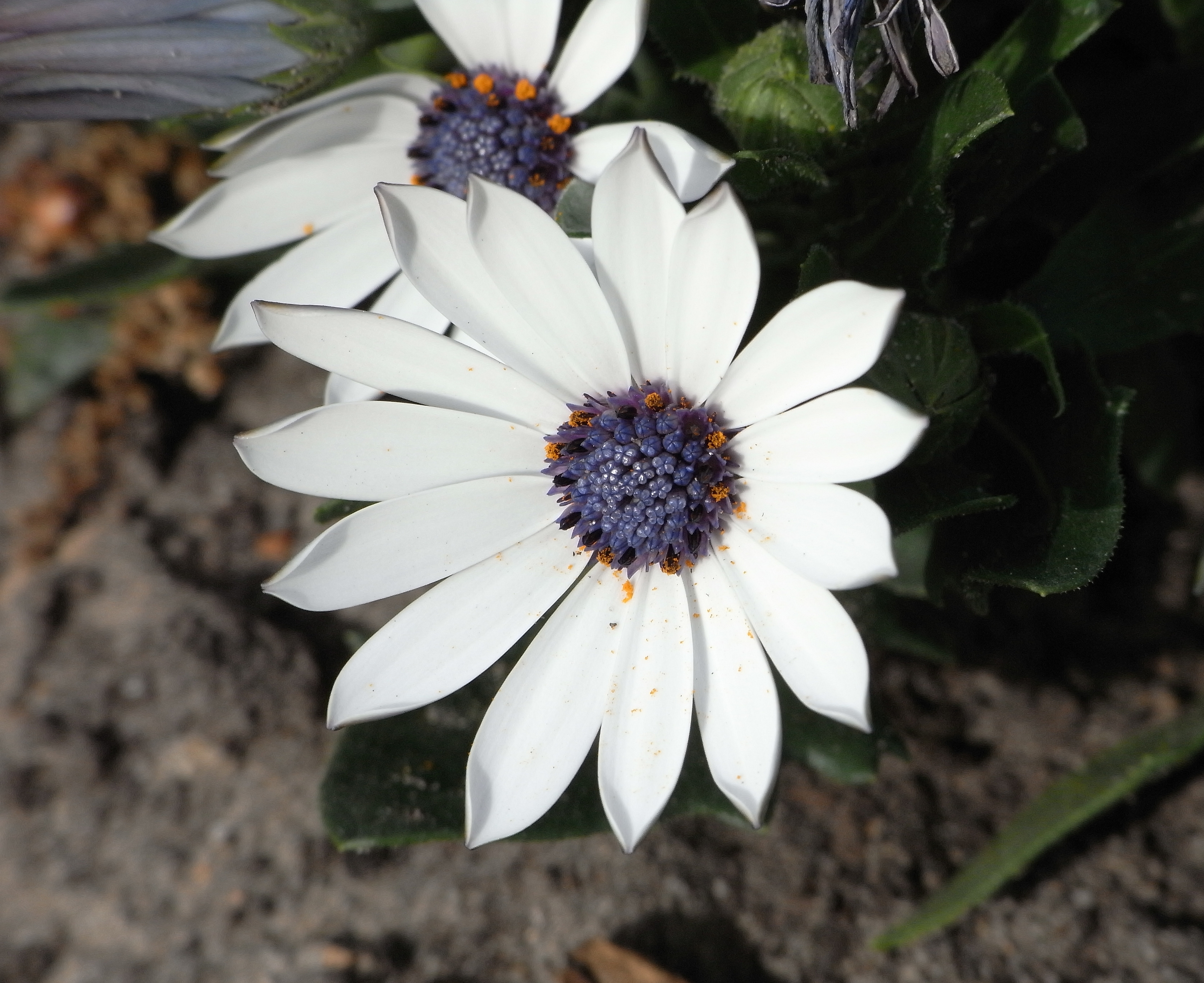

- Osteospermum calendulaceum L. f. : Stinking Roger (sinònim d'Oligocarpus calendulaceus)
- Osteospermum caulescens
- Osteospermum clandestinum (sinònim de Tripteris clandestina)
- Osteospermum dentatum
- Osteospermum ecklonis (DC.) Norl.: margarida del Cap
- Osteospermum fruticosum (L.) Norl.: margarida arbustiva
- Osteospermum grandidentatum: Margarida de les senderes groga
- Osteospermum grandiflorum
- Osteospermum hyoseroides
- Osteospermum imbricatum
- Osteospermum jucundum (Phill.) T. Norl.: Margarida de l'Àfrica del Sud
- Osteospermum microphyllum
- Osteospermum monocephalum (Oliv. & Hiern) Norl.
- Osteospermum muricatum
- Osteospermum oppositifolium (sinònim de Tripteris oppositifolia)
- Osteospermum pinnatum
- Osteospermum polygaloides
- Osteospermum potbergense AR Wood & B. Nord
- Osteospermum rigidum
- Osteospermum rotundifolium
- Osteospermum sinuatum (DC.) Norl. (sinònim de Tripteris sinuata)
- Osteospermum spinescens
- Osteospermum subulatum DC.
- Osteospermum tomentosum
- Osteospermum triquetrum L. f.

Un estudi filogenètic ha revelat que s'haurien d'efectuar diversos canvis en el gènere: 
- Osteospermum secció Blaxium caldria incloure-la en el gènere Dimorphotheca
- El subgènere Tripteris caldria segregar-lo d'Osteospermum
- El gènere Oligocarpus caldria segregar-lo d'Osteospermum
- Osteospermum sanctae-helenae, endèmic de Santa Helena, hauria d'incloure Oligocarpus.

Noves espècies se n'estan descobrint encara, tal com O. australe, O. burttianum i O. potbergense.
Les flors d'Osteospermum són de les plantes més conreades als vivers comercials. La seva propagació és primordialment per esqueixos. Nombrosos híbrids i conreus s'han desenvolupat amb una gran gamma de colors tropicals. Els conreus grocs tendeixen a presentar un centre groc (de vegades grisenc).
Un dels cultivars més populars és Osteospermum "Pink Whirls", que mostra pètals clapejats de porpra a blau-espígol, al voltant d'un disc blau. Són semiarbusts perennes amb fulles verdes, brillants, lanceolades, i oposades. Es desenvolupen fins a una altura de 40 cm. A les nits o quan fa més fred, els pètals es tanquen.
Uns altres cultivars són: Osteospermum "Acapulco", O. "African Queen", O. "Apricot", O. "Biera", O. "Big Pink", O. "Cellers Pink", O. "Buttermilk", O. "Chris Brickell", O. "Duet", O. "Giles Gilbey", O. "Hopleys", O. "Ice White", O. "Marbella", O. "Nairobi Purple", O. "Passion Mix", O. "Pink", O. "Pink Beauty", O. "Silver Sparkler", O. "Starshine", O. "Springstar Gemma", O. "Sunkist", O. "White Whirls" i O. "Whirlygig".

## Nom comú
També se'ls han donat diferents noms comuns: Margarida africana, margarita d'Àfrica del Sud, margarita del Cap, i margarita ossos blaus.